# Ochthebius darius
Ochthebius darius är en skalbaggsart som beskrevs av Balfour-browne 1979. Ochthebius darius ingår i släktet Ochthebius och familjen vattenbrynsbaggar. Inga underarter finns listade i Catalogue of Life.